# Ga Samyang Sageori
Ga Samyang Sageori (Tiếng Hàn: 삼양사거리역, Hanja: 三陽四―驛) là ga trên Tuyến Ui-Sinseol nằm ở Mia-dong, Gangbuk-gu, Seoul. Nó được khai trương vào ngày 2 tháng 9 năm 2017.

## Lịch sử
- 2 tháng 3 năm 2017: Tên ga được quyết định là Ga Samyang Sageori [4]
- 2 tháng 9 năm 2017: Bắt đầu hoạt động với việc khai trương Tuyến Ui-Sinseol

## Bố trí ga
| Samyang ↑ |
| \| N/B    |
| ↓ Solsaem |

| Hướng Bắc | ● Tuyến Ui-Sinseol | ← Hướng đi Samyang · Hwagye · Nghĩa trang Quốc gia 19 tháng 4 · Bukhansan Ui |
| Hướng Nam | ● Tuyến Ui-Sinseol | → Hướng đi Solsaem · Jeongneung · Đại học Nữ sinh Sungshin · Sinseol-dong →  |

## Xung quanh nhà ga
- Trường tiểu học Seoul Samyang
- Bưu điện Samyang-dong
- Trường trung học nữ sinh Seongam
- Trường trung học thương mại quốc tế Seongam
- Trung tâm phúc lợi hành chính Songcheon-dong